# Einkaufsgemeinschaft
Eine Einkaufsgemeinschaft ist eine Kooperation in Form eines Verbundes und somit ein freiwilliger Zusammenschluss von Unternehmen zum Zwecke der Verbesserung ihrer Wirtschaftlichkeit beim Einkauf oder bei der Beschaffung.

## Allgemeines
Einkaufsgemeinschaften sind besonders im mittelständischen Einzelhandel verbreitet. Durch die Nachfragebündelung und hierdurch steigende Verhandlungsmacht, zum Beispiel beim Energiebezug oder Wareneinkauf, erhalten die einzelnen Betriebe verbesserte Konditionen (etwa Mengenrabatte). Namentlich für die vielfältigen Formen von Einkaufsgemeinschaften im Handel werden in der Literatur auch andere Begriffe verwendet wie Integriertes Handelssystem, kooperierendes Handelssystem, Handelskooperation, kooperierende Gruppe, Verbundgruppe, Einkaufsvereinigung, Einkaufskontor, Einkaufsverband, Einkaufsgesellschaft, Einkaufspool oder Einkaufsgenossenschaft. Sie alle haben gemeinsam, dass sie Synergieeffekte nutzen können.

## Grundlagen
Grundsätzlich gilt es zwei Varianten von Einkaufsgemeinschaften am Markt: Zum einen die so genannten reinen Einkaufsverbünde oder auch Pools. Zum anderen reine Einkaufsberater. Teilweise gibt es auch Anbieter, die sowohl Poollösungen als auch Beratung aus einer Hand anbieten. Allerdings sind Einkaufsverbünde, Einkaufsgesellschaften und Einkaufsberater nicht für jedes Unternehmen gleichermaßen geeignet, was man bei der Auswahl berücksichtigen muss. Jeder Unternehmer muss für sich entscheiden, wie viel „Einkaufsqualität und -tiefe“ er haben möchte.
Eine sehr einfache Variante Einkaufskosten kurzfristig zu optimieren, kann der Anschluss an einen Einkaufspool sein. Der Einkaufspool bündelt das Volumen von mehreren Mitgliedern und verhandelt auf dieser Basis dann Konditionen für die Mitglieder des Einkaufspools. Die Mitglieder des Einkaufspools sind in der Regel nicht zum Einkauf verpflichtet, sondern können frei entscheiden, welche Konditionsabkommen sie nutzen wollen und welche nicht. Hinzu kommen weitere Leistungen wie operative Einkaufsberatung, Zugriff auf digitale Bestell- und Kreditorenmanagementsysteme oder zentrale Abrechnung und Rückvergütungskontrollen.
Je nach Zugehörigkeit der zusammenarbeitenden Unternehmen zu einer oder zwei Wirtschaftsstufen oder zu verschiedenen Branchen werden Einkaufsgemeinschaften in horizontale, vertikale und konglomerate Kooperationen unterschieden. Horizontale Einkaufsgemeinschaften verbinden z. B. ausschließlich Einzelhändler oder Großhändler untereinander. Verbindungen von Groß- und Einzelhändlern werden als vertikale Kooperationen bezeichnet. Ein Sonderfall liegt bei der horizontal konzipierten Einkaufsgenossenschaft von Einzelhändlern vor. Mit ihrem genossenschaftlichen Zusammenschluss entsteht ein gemeinschaftlicher Geschäftsbetrieb auf der Großhandelsstufe: die Genossenschaft oder die Genossenschaftszentrale. Entsprechendes gilt für Einkaufsgenossenschaften von Handwerkern, Gastronomen oder Freiberuflern.
Aus gesamtwirtschaftlicher Sicht sind Einkaufsgemeinschaften durch zahlreiche Wettbewerbsbesonderheiten gekennzeichnet, z. B. durch die Gleichzeitigkeit von intra- und interorganisationalem Individual- und Gruppenwettbewerb. Daraus ergibt sich, dass Einkaufsgemeinschaften bei ihren Bedarfsdeckungsgeschäften wie jeder andere Marktteilnehmer nach den Gegebenheiten des Marktes und den Bestimmungen des Kartell- und Wettbewerbsrechtes zu richten haben.

## Geschichte
Ende des 19. Jahrhunderts verschlechterte sich die Wettbewerbssituation von kleinen und mittelständischen Handelsbetrieben durch die aufkommende Konkurrenz von Konsumgenossenschaften, Waren- und Kaufhäusern und Filialbetrieben. Um langfristig im Wettbewerb bestehen zu können, wurde vor allem die Warenbeschaffung gemeinschaftlich organisiert, was die Einkaufspreise der Handelswaren senkte. Die gemeinschaftliche Beschaffung von Waren hat auch heute noch eine zentrale Bedeutung bei dem Betrieb von Einkaufsgemeinschaften.
Mehrheitlich wurden Einkaufgemeinschaften gemeinsam von ihren Mitgliedern getragen (Eigenkapitalgeber). Aus diesem Grund wählten Einkaufsgemeinschaften anfänglich vorwiegend die Rechtsform der Genossenschaft (Einkaufsgenossenschaft). Für sie gilt das Genossenschaftsgesetz.
Seit Anfang der 1920er Jahre wurden Einkaufsgemeinschaften auch in anderen Rechtsformen gegründet oder in andere umgewandelt. In der Folge haben sich zahlreiche Abstufungen und Mischformen gebildet, die neben dem gemeinschaftlichen Einkauf zahlreiche weitere Dienstleistungen anbieten.

## Ziele und Aufgaben von Einkaufsgemeinschaften
Aus betriebswirtschaftlicher Sicht stellen Einkaufsgemeinschaften Netzwerkorganisationen dar, deren Aufgabenbereiche umfassen die Ökonomisierung der Beschaffung und innerbetrieblicher Arbeitsabläufe über Interne Skaleneffekte sowie die Ökonomisierung des Absatzes durch Wirkungsprogression der absatzpolitischen Instrumente.
Einkaufsgemeinschaften sprechen bei der Erfüllung der Ökonomisierung in den Mitgliedsunternehmen zentrale Unternehmensbereiche wie den Einkauf, das Marketing, das Personalwesen, die Finanzierung und den Rechtsbereich an.
| Unternehmensbereich     | Dienstleistung |
| ----------------------- | --- |
| Einkauf                 | Erarbeitung von Marketing-Konzeptionen; Kooperative Werbung und Verkaufsförderung; Umfassende Marktinformationen; Gestaltung des Point-of-Sale; Schaffung von Handelsmarken; Preispolitische Koordination; Erzeugung einer Gruppen-Corporate Identity; Vorstrukturierung des Sortiments |
| Ausbildung und Personal | Schulung; Personalvermittlung; Personalberatung |
| Finanzen                | Beratung; Finanzierung und Kapitalbeschaffung; Debitorenmanagement; Factoring; Zentralregulierung |
| Rechtswesen             | einheitliche Rechtsberatung |
| Marketing               | Erarbeitung von Marketing-Konzeptionen; Kooperative Werbung und Verkaufsförderung; Umfassende Marktinformation; Gestaltung des Point-of-Sale; Schaffung von Handelsmarken; Preispolitische Koordination; Erzeugung einer Gruppen-Corporate Identity; Vorstrukturierung des Sortiments   |

## Betriebswirtschaftliche Auswirkungen von Einkaufsgemeinschaften
Die Mitgliedschaft in modernen Einkaufsgemeinschaften hat positive Auswirkung auf die Risikolage der Mitgliedsunternehmen, insbesondere bei der Nutzung von zentralen Dienstleistungsangeboten im Absatz-, Management- und Controllingbereich. Durch ein zentrales Finanzcontrolling verbessert sich das Finanzgebaren von Mitgliedern und die Bonität steigt. Im Rahmen der Informationsvernetzung, durch Warenwirtschaftssysteme oder den Erfahrungsaustausch von Mitgliedern entsteht ein Frühwarnsystem, das als Grundlage für ein vermindertes Entscheidungsrisiko dient.
Die Stärke der betriebswirtschaftlichen Auswirkungen steht hierbei deutlich im Zusammenhang mit dem Kooperationsgrad eines Unternehmens, bei stärkerer Zentralisierung steigen auch die positiven Effekte an.

## Rechtsfragen
Schließen sich Unternehmen freiwillig zusammen oder stimmen sich ab, einzelne betriebliche Funktionen wie den Einkauf oder die Beschaffung gemeinsam zu betreiben, kann hierin im Wettbewerbsrecht eine Wettbewerbsbeschränkung liegen, die gegen das Kartellverbot verstößt. Durch die Generalklausel des § 1 GWB ist beim generellen Kartellverbot eine Unterscheidung zwischen einzelnen Kartellarten überflüssig. Normen-, Typen- oder Konditionenkartelle haben regelmäßig Auswirkungen, die über den lokalen und regionalen Bereich hinausgehen. Sie sind daher geeignet, den zwischenstaatlichen Handel zu beeinträchtigen. Aufgrund des erweiterten Vorrangs des europäischen Wettbewerbsrechts kann deutsches Recht insoweit nicht vom europäischen Recht abweichen. Aus diesen Gründen wurden auch die speziellen Regelungen über Spezialisierungskartelle, Strukturkrisenkartelle, Rationalisierungskartelle und Einkaufsgemeinschaften aufgehoben. Sie alle unterliegen dem Kartellverbot, können jedoch im Einzelfall nach § 2 Abs. 1 GWB von der Kartellbehörde genehmigt werden.

## Bedeutende Einkaufsgemeinschaften im Lebensmittelhandel in Europa
Die nachfolgende Tabelle zeigt beispielhaft eine Auswahl der größten bzw. wichtigsten Einkaufsgemeinschaften im Lebensmittelhandel in Europa (Stand Jahr 2021).
| Name der Einkaufsgemeinschaft         | Gründungsjahr | Auflösungsjahr | Sitz      | bekannte Mitglieder aus Deutschland |
| ------------------------------------- | ------------- | -------------- | --------- | ----------------------------------- |
| Agecore                               | 2015          |                | Genf      | Edeka (bis 2021)                    |
| Coopernic                             | 2005          |                | Brüssel   | Rewe (bis 2013)                     |
| Core                                  | 2014          |                | Brüssel   | Rewe (bis 2015)                     |
| Horizon (Einkaufsgemeinschaft)        | 2018          | 2021           |           | Metro (bis 2021)                    |
| Epic Partners (Einkaufsgemeinschaft)  | 2022          |                | Genf      | Edeka (ab 2022)                     |
| European Marketing Distribution (EMD) | 1989          |                | Pfäffikon |                                     |